# Fernando Bonassi
Fernando Bonassi (São Paulo, 16 de novembro de 1962) é um romancista, contista, dramaturgo, roteirista e cineasta brasileiro.

## Biografia
Influenciado pelo filme Hiroshima, Meu Amor, 1959, do cineasta francês Alain Resnais (1922), decide fazer o curso de cinema na Escola de Comunicações e Artes da Universidade de São Paulo - ECA/USP.
Em 1987, publica seu único livro de poemas, Fibra Ótica, com os escritores Marcelo Arbex e Nereu Velecico. Em 1989, lança seu primeiro livro de contos, O Amor em Chamas, e escreve a primeira peça de teatro, ainda inédita no palco, As Coisas Ruins da Nossa Cabeça, cuja adaptação para o cinema, Latitude Zero, relizada pelo roteirista Di Moretti (1961), com direção de Toni Venturi (1955), estreia em 2001. 
Estreia no teatro com Preso Entre Ferragens, em 1990, espetáculo dirigido por Eliana Fonseca.
Ainda no universo da dramaturgia, tem destaque sua peça Apocalipse 1,11, inspirada no Apocalipse, de São João, último episódio do livro bíblico, encenada pelo Teatro da Vertigem, em 2000, e publicada pelo grupo, dois anos mais tarde, no volume Trilogia Bíblica.
Seu primeiro romance, Um Céu de Estrelas, de 1991, é também adaptado para o cinema, cinco anos depois de seu lançamento, com roteiro do escritor e cineasta Jean-Claude Bernardet (1936) e do roteirista Roberto Moreira, com direção de Tata Amaral (1961), e para o teatro, com direção da atriz Lígia Cortez (1960). O filme recebeu o prêmio de melhor filme nos festivais de Biarritz, Brasília e Trieste em 1997.
Em 1994, lançou mais dois romances: Subúrbio e Crimes Conjugais. Em seguida, revelou-se contista com 100 histórias colhidas na rua (1996), autor infanto-juvenil, com o romance Tá Louco (1996), e infantil, com Uma Carta para Deus (1997). Como cineasta, dirigiu os filmes de curta-metragem Os Circuitos do Olhar (1984), Faça Você Mesmo (1991), O Amor Materno (1994) e O Trabalho dos Homens (1998).
Sua estreia como autor de literatura infantil e juvenil ocorre em 1995, com Tá Louco!. A partir de 1997, colabora como colunista da Folha de S.Paulo. Cria roteiros para os programas de televisão Mundo da Lua e Castelo Rá-Tim-Bum, da TV Cultura. Em parceria com Victor Navas, elabora roteiro dos filmes Estação Carandiru - dirigido pelo cineasta argentino Hector Babenco (1948) e baseado no livro homônimo do médico e escritor Drauzio Varella (1943) - e Cazuza: O Tempo Não Pára - do livro Cazuza: Só as Mães São Felizes, de Lucinha Araújo, mãe do cantor Cazuza, dirigido por Sandra Werneck (1951) e Walter Carvalho (1949).
Além de escritor, roteirista e dramaturgo, Bonassi atuou como colunista do jornal Folha de S.Paulo. E integrou o quadro de contratados da Rede Globo, onde desenvolve projetos em parceria com Marçal Aquino.

## Obras

### Literatura

#### Adulta
- Corpos:Contos Eróticos, participação em antologia, Ed. Limiar, ano;
- Prova Contrária, novela, Editora , 2003;
- São Paulo/Brasil, Editora Dimensão , 2002;
- Passaporte, Editora Cosac & Naify, 2001;
- 100 coisas, Editora Angra, ano;
- As melhores vibrações, Publifolha, ano;
- O Amor é uma Dor Feliz, Editora Moderna, 1997;
- 100 histórias colhidas na rua", Editora Scritta, 1996;
- Subúrbio, Editora Scritta, 1994;
- Crimes Conjugais, Editora Scritta, 1994;
- Um céu do mundo, 1991;
- O Amor em chamas, contos, Ed. Estação Liberdade, 1989;
- Entre vida e morte – casos de polícia, Editora, ano;
- Diário da Guerra de São Paulo, Ed. publifolha, 2007;
- Violência e Paixão, Editora, ano;
- Histórias Extraordinárias, Editora, ano;

#### Infanto-juvenil
- A Incrível História de Naldinho (Um Bandidão ou um Anjinho), Editora Geração, ano;
- O menino que se trancou na geladeira, Editora Objetiva, 2004;
- Uma carta para Deus, Editora, 1998;
- O céu e o fundo do mar, Editora, ano;
- Tá louco!, Editora, ano;
- Declaração Universal de Direitos do Moleque Invocado, Editora, ano;
- O pequeno fascista, co-autoria com Daniel Bueno, Editora, ano;
- Por um Beijo, Editora FTD, ano;
- " Vida da gente (Cronicas publicadas no suplemento Folhinha de São Paulo)" Editora Formato

### Cinema

#### Roteiro
- Cabra-Cega, co-roteirista, dir. Toni Venturi, 2004.
- Cazuza - O Tempo Não Pára, co-roteirista, dir. de Sandra Werneck e Walter Carvalho, 2004.
- Carandiru, co-roteirista com Victor Navas, dir. Hector Babenco, 2003;
- Garotas do ABC, longa-metragem, 2003;
- Desmundo, longa-metragem, 2003;
- Sonhos Tropicais, longa-metragem, 2001;
- Castelo Rá-Tim-Bum, co-roteirista, dir. Cao Hamburger, ano 2000;
- Através da janela, longa-metragem, dir. Tata Amaral, 1998;
- Os Matadores, co-roteirista, dir. Beto Brant, 1995.

#### Direção
- O trabalho dos homens, curta-metragem, roteiro e direção, 1998;
- Amassa que elas gostam, curta-metragem, roteiro e direção, 1998;
- O amor materno, curta-metragem, roteiro e direção, 1993;
- Os circuitos do olhar, curta-metragem, roteiro e direção, ano;
- Faça você mesmo, curta-metragem, roteiro e direção, ano;
- Viver a vida, curta-metragem, roteiro e direção, 1991.

### Teatro
- Eu não sou cachorro (monólogo tragicomédia) ,SP,Brasil, 2006;
- Woyzeck desmembrado (drama), SP, Brasil, ano;
- Apocalipse 1,11 (drama), co-autoria com Teatro da Vertigem, SP, Brasil, ano;
- Preso entre ferragens (monólogo drama), co-autoria, SP, Brasil, 2000;
- As coisas ruins de nossa cabeça (drama), autoria, SP, Brasil, ano;
- São Paulo é uma festa (drama), montagem de Beth Lopes, SP, Brasil, 2001;
- Souvenirs (drama), co-autoria com Victor Navas SP, Brasil, 2002;
- Três cigarros (monólogo), SP, Brasil, 2002;
- A última lasanha (monólogo), SP, Brasil, 2002;
- Sagrada Família (drama), SP, Brasil, 2001;

### Televisão
- Carcereiros, TV Globo, ano: 2017
- Supermax, TV Globo, ano: 2016
- O Caçador, TV Globo, ano: 2014
- Força-Tarefa, TV Globo, ano: 2009
- Castelo Rá-Tim-Bum, TV Cultura, ano: 1994
- Mundo da Lua, TV Cultura, ano: 1991